# Giovanna della Scala

Stemma della famiglia Della Scala

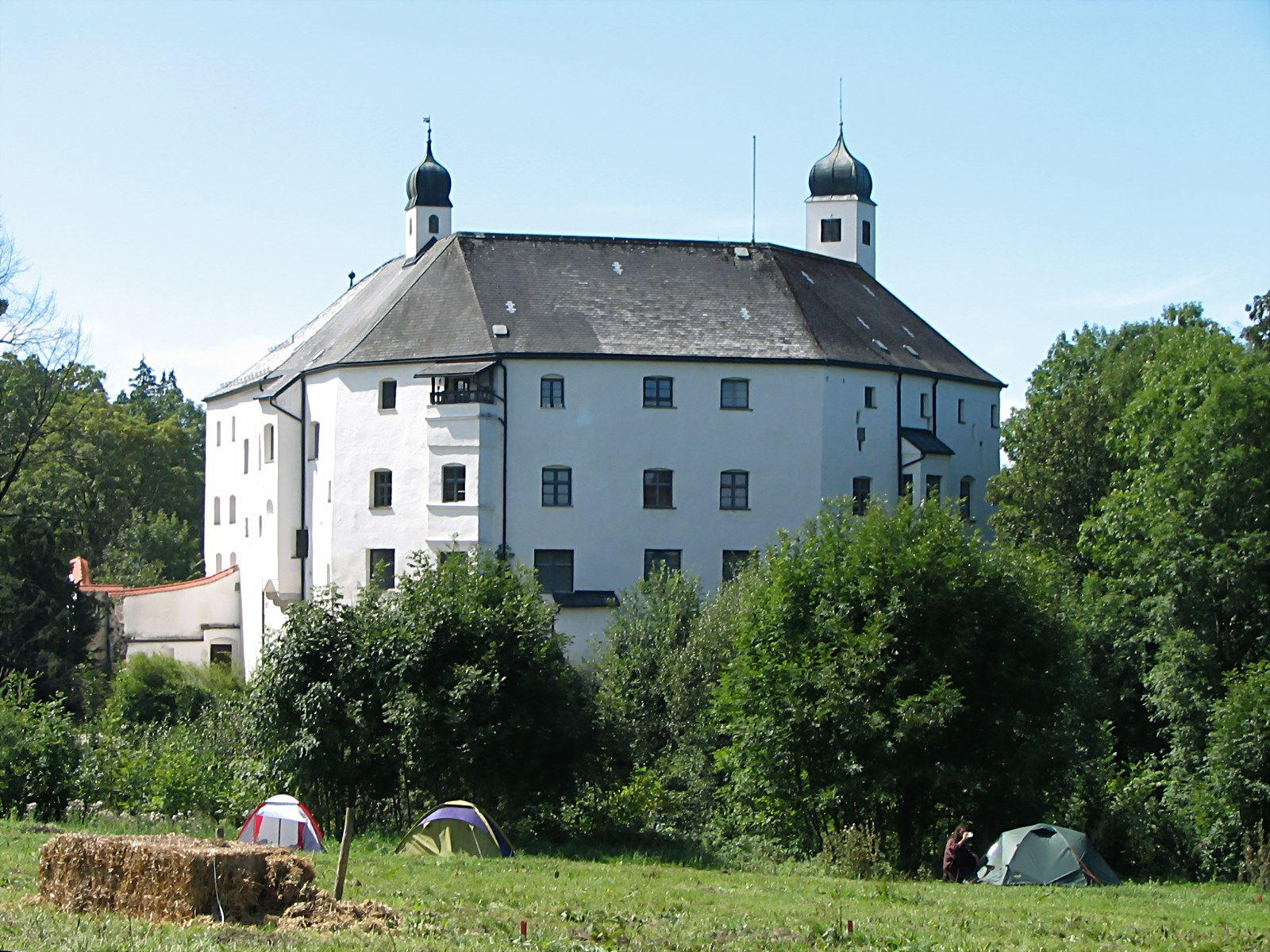
Castello di Amerang

Giovanna della Scala (2 maggio 1574 – Tittmoning, 17 agosto 1644) è stata una nobildonna tedesca.

## Biografia
Johanna von der Leiter discendeva dalla linea tedesca di Guglielmo della Scala della nobile famiglia scaligera di Verona; era figlia di Anselmo Vermundo (*25 giugno 1571-† 24 aprile 1592), signore di Amerang, e di Elisabetta Thurn und Taxis († 29 gennaio 1579) di Salisburgo.
Giovanna diede successione a due tra le più importanti famiglie della Germania:
- i principi Dietrichstein di Mikulov, in Moravia Meridionale. Giovanna, erede del castello di Amerang, sposò in prime nozze il 18 maggio 1600 Sigismondo II di Dietrichstein (1560-1602), conte di Dietrichstein, dalla cui unione nacque Massimiliano di Dietrichstein (1596-1655).
- i principi Lamberg. Giovanna sposò in seconde nozze il 25 novembre 1607 a Kroměříž il barone  Giorgio Sigismondo di Lamberg (1565-1632), governatore dell'Alta Austria, ed ebbero un figlio Giovanni Massimiliano di Lamberg (1608-1682).